# Eristalis argentata
Eristalis argentata är en tvåvingeart som beskrevs av Violovitsh 1982. Eristalis argentata ingår i släktet slamflugor, och familjen blomflugor. Inga underarter finns listade i Catalogue of Life.